# Luật quốc tế
Pháp luật quốc tế là hệ thống các nguyên tắc và quy phạm pháp luật, được các quốc gia và chủ thể khác của luật quốc tế thỏa thuận tạo dựng nên, trên cơ sở tự nguyện và bình đẳng, nhằm điều chỉnh những quan hệ phát sinh giữa quốc gia và các chủ thể đó trong mọi lĩnh vực vủa đời sống quốc tế. Đó là các nguyên tắc và quy phạm áp dụng chung mà không có sự phân biệt về tính chất, hình thức hay vị thế của từng quốc gia khi thiết lập quan hệ quốc tế giữa những chủ thể này với nhau.
Pháp luật quốc tế được coi là hệ thống pháp luật, gồm nhiều ngành luật cấu thành Luật Nhân đạo quốc tế; Luật Hàng không dân dụng quốc tế; Luật Ngoại giao và lãnh sự; Luật Tổ chức quốc tế; Luật quốc tế về môi trường...

## Lịch sử
Cùng với sự ra đời của các quốc gia độc lập như Hy Lạp, La Mã cổ đại ở phương Tây; Ai Cập, Trung Quốc, Ấn Độ ở phương Đông mối liên hệ giữa các quốc gia cũng dần được hình thành trong quá trình thiết lập biên giới, những thỏa thuận liên kết để chống ngoại xâm cũng như giải quyết hậu quả chiến tranh... Các quan hệ khi hình thành đòi hỏi phải được điều chỉnh về mặt pháp lý quốc tế. Do đó, ngay từ thời chiếm hữu nô lệ đã xuất hiện những nguyên tắc, quy phạm điều chỉnh mối quan hệ giữa các quốc gia.
Thời Cổ đại, Luật Vạn dân của Nhà nước La Mã cổ đại đã có quy định điều chỉnh mối quan hệ giữa Nhà nước La Mã với các quốc gia khác; giữa người dân La Mã với người nước ngoài và giữa người nước ngoài với nhau sinh sống tại La Mã. Do đó Luật Vạn dân đánh dấu sự ra đời của Luật Quốc tế.
Đến Thế kỷ thứ XVI, nhà luật học F.Vitoria (Tây Ban Nha) dùng thuật ngữ "Luật giữa các dân tộc" và đến Thế kỷ XVII thuật ngữ này được sử dụng trong đời sống quốc tế.
Năm 1780, nhà Triết học Jeremy Bentham (Anh) viết tác phẩm nổi tiếng "Giới thiệu về các nguyên tắc về đạo đức và pháp luật", thuật ngữ "Pháp luật quốc tế" được ra đời và trở thành tên gọi của một ngành khoa học pháp lý phát triển ở nhiều quốc gia.

## Đối tượng điều chỉnh
Với tư cách là một ngành luật, Luật Quốc tế có đối tượng và phương pháp điều chỉnh riêng. Tuy nhiên, cũng có nhiều quan niệm khác nhau về đối tượng điều chỉnh của luật quốc tế, như:
- Luật Quốc tế hàm chứa cả Tư pháp quốc tế, Tư pháp quốc tế là Luật Quốc tế theo nghĩa rộng, giữa tư pháp quốc tế và Luật Quốc tế có cùng mục đích là thúc đẩy sự hợp tác, hòa bình giữa các quốc gia, đặc biệt là trong lĩnh vực thương mại quốc tế.
- Có sự khác biệt về đối tượng điều chỉnh của Tư pháp quốc tế và Luật Quốc tế.

Đối tượng điều chỉnh của Luật quốc tế là: những quan hệ pháp lý quốc tế phát sinh giữa các chủ thể của luật quốc tế với nhau; những quan hệ này có nhiều mặt nhưng chủ yếu là những quan hệ mang tính chính trị và được ghi nhận trong các văn kiện pháp lý quốc tế.

## Phương pháp điều chỉnh
Là cách thức và biện pháp mà các chủ thể áp dụng trong quá trình xây dựng, thực thi pháp luật quốc tế. Các chủ thể của luật quốc tế sử dụng nhiều cách thức và biện pháp khác nhau, trong đó, có hai phương pháp được sử dụng phổ biến là:
- Phương pháp bình đẳng, thỏa thuận, tự nguyện và hợp tác giữa các chủ thể.
- Trong những trường hợp cần thiết, các chủ thể của luật quốc tế có thể dùng phương pháp cưỡng chế, can thiệp riêng lẻ hay tập thể phù hợp các quy định của luật quốc tế. Can thiệp riêng lẻ là biện pháp cưỡng chế do 1 chủ thể thực hiện nhằm trừng trị chủ thể có hành vi vi phạm (như đáp trả quân sự của quốc gia bị xâm lược). Cưỡng chế tập thể là biện pháp cưỡng chế do nhiều chủ thể thực hiện (thường do một nhóm quốc gia hoặc một tổ chức quốc tế đoàn kết với quốc gia để áp dụng các biện pháp trừng trị đối với quốc gia có hành vi vi phạm.

Luật Quốc tế quy định một số biện pháp cưỡng chế:
- Điều 41 Hiến chương Liên hiệp quốc quy định các biện pháp phi vũ trang: Trừng phạt kinh tế; cắt đứt quan hệ ngoại giao; Phong tỏa cảng biển, đường biển, đường không, bưu chính...
- Điều 42 Hiến chương Liên hiệp quốc quy định các biện pháp vũ trang: Biểu dương lực lượng, phong tỏa và những cuộc hành quân khác do Hải, Lục, Không quân của các quốc gia thành viên Liên hiệp quốc thực hiện.

## Đặc điểm
- Pháp luật quốc tế được hình thành, xây dựng trên cơ sở đấu tranh thương lượng, thỏa thuận bình đẳng, tôn trọng lẫn nhau giữa các chủ thể của Luật Quốc tế.
- Đối tượng điều chỉnh của Luật quốc tế gồm các quan hệ pháp lý vượt ngoài phạm vi một quốc gia; chủ yếu là quan hệ mang tính chất chính trị.
- Chủ thể Pháp luật quốc tế là các quốc gia có chủ quyền; các tổ chức quốc tế thành lập có Điều lệ phù hợp với những nguyên tắc của pháp luật quốc tế hiện đại; các dân tộc đấu tranh nhằm thực hiện quyền dân tộc tự quyết để lập nhà nước của mình.
- Các chủ thể quốc tế có bản chất giai cấp và xã hội khác nhau.
- Biện pháp cưỡng chế được sử dụng trong pháp luật quốc tế là đa dạng: Có thể bằng hình thức riêng lẻ hoặc tập thể để gây thiệt hại về lợi ích đối với chủ thể vi phạm pháp luật quốc tế.